# Белоруссов, Константин Алексеевич
Константин Алексеевич Белоруссов или Белорусов (18 марта 1888—4 декабря 1937) — эсер, член Всероссийского учредительного собрания.

## Биография
Родился в семье чиновника в Буинске Симбирской губернии. Выпускник Владимирского духовного училища, а затем — Владимирской духовной семинарии, после этого окончил Симбирскую гимназию, поступил на юридический факультет  Казанского императорского университета, но окончить его не успел, так как  был исключен. С 1907 года под полицейским надзором.  Вступил в  РСДРП, а позднее член партии социалистов-революционеров. Привлекался в 1908 по делу ученической организации, был выслан в Архангельск. В 1909 вновь арестован за участие в революционной деятельности и сослан в Печорский край Архангельской губернии на 3 года. В ссылке был занят культурно-просветительской работой и революционной пропагандой среди ссыльных. В 1912 году приехал во Владимир под гласный надзор полиции.  В 1913 член ПК ПСР. Весной 1913 года с «организационными целями» ездил по губерниям центральной России. В мае 1913 года участвовал в Петербургской конференции партии эсеров, с осени того же года начал работать в Петербургской организации партии эсеров. Арестован с революционной литературой в декабре 1913 года, осуждён на 1 год тюремного заключения. 
В 1916 году инициатор и автор воззваний Учредительной конференции петербургских эсеров. При его участии Петроградский комитет партии эсеров намечал   провести 12 июня собрание в Саблино, на котором должен был воссоздан Совет рабочих депутатов, но собрание по неизвестным причинам не состоялось.  
В 1917 г. участвовал в 7-м Совете партии и делегат III съезда партии социалистов-революционеров. Гласный Петроградской думы и член Петроградского комитета Партии эсеров. 
В конце 1917 года был избран во Всероссийское учредительное собрание в Курском избирательном округе  по списку № 1 (от организации эсеров Старо-Оскольского уезда).  Участвовал в единственном заседании Учредительного собрания 5 января 1918 года.  
В 1919 член Меньшинства партии социалистов-революционеров. 

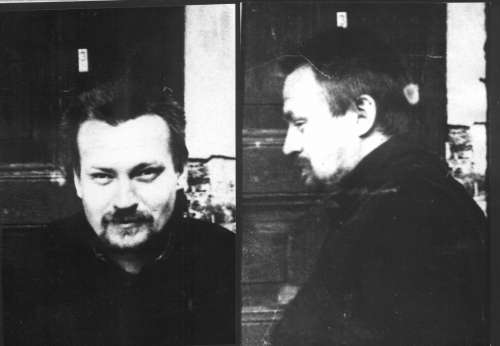
Тюремная фотография, 1922? г.

В городе Старый Оскол cлужил делопроизводителем бюро профсоюзов. Начиная с осени 1920 года, читал лекции в открытом 12 ноября того же года народном университете Старого Оскола, вместе с ним лекции по истории, литературе, политической экономии, социологии читали К. Л. Негуляев, К. О. Негуляева, К. Н. Максимов, В. П. Громыко, В. М. Рождественская, Л. А. Благосклонова.
12 февраля 1921 года (по другим сведениям 2 февраля 1921 или 5 марта 1921) арестован в Старом Осколе. В 1921 находился заключении в Бутырской тюрьме в Москве. В феврале 1922 переведён в тюрьму на Кисельном переулке. 24 марта 1923 года Коллегией ОГПУ приговорила Белоруссова к 3 годам ссылки в Череповец. 17 мая 1923 года вновь арестован в Череповце. 5 месяцев находился в Череповецкой тюрьме. С 1924 года был в ссылке в Усолье.
В 1925 до октября того же года – в ссылке в Соликамске. 
Согласно данным ОГПУ в конце 1925 году ссыльный Белоруссов присоединился к группе Ракитникова, призывавшего с 1919 года к отказу от вооруженной борьбы с большевиками, легализации партии эсеров для того, чтобы добиться с помощью работы в советах постепенной демократизации советского строя и изживания диктатуры. Белоруссов обратился к членам ЦК своей партии с письменным  предложением примкнуть к движению за легализацию ПСР. В частности он писал М. А. Веденяпину:

Долг каждого члена ПСР переоценить те пути, которыми партия шла до сих пор, и те средства, которыми она боролась, и приспособить себя к дальнейшему участию в творческой работе масс в изменившихся условиях жизни, к собиранию и выявлению однозвучных нам воль в жизни масс и направлению их энергии по линии отстаивания наших ценностей, наших идеалов. <...> должна же найтись группа лиц, достаточно веская по авторитету, обладающая тактом и умением соблюсти чувство группового достоинства, в труднейших условиях сохранившая веру в себя и в свои идеалы, обязательно умная, имеющая за собой литературные силы, деловых практиков, в меру скромная, честная с собой и другими, лишенная зародышей карьеризма и авантюризма.
Секретный отдел ОГПУ комментировал:

Группа Ракитникова—Белорусова, признающая Советскую власть и соглашающаяся работать в условиях советской конституции как представительница интересов крестьянства, наиболее опасная из всех разнообразных течений в ПСР. Выдвигая защиту интересов крестьянства легальными — советскими — путями, она легко может найти точки соприкосновения с антисоветским кулацким движением в деревне...
В ноябре 1929 поселился в Уфе. «Тройкой» УНКВД Курской области в декабре 1937 приговорен к расстрелу. 
По делу 1922 года реабилитирован 7 декабря 1999 года.

## Семья
- Жена – Клавдия Александровна Белорусова, урождённая ?[4].

## Комментарии
1. По мнению современного историка К. Н. Морозова, комментировавшего эту фотографию: "У К. А. Белорусова во взгляде читается открытая веселая издевка и обещание встретиться на узкой дорожке (любопытно, что это выражение видно даже на профильной фотографии)[1]."
2. ↑  По мнению современного историка К. Н. Морозова, комментировавшего эту фотографию: "У К. А. Белорусова во взгляде читается открытая веселая издевка и обещание встретиться на узкой дорожке (любопытно, что это выражение видно даже на профильной фотографии)[2]."
3. ↑  Существует две альтернативные версии места и времени рождения и происхождения К. А. Белоруссова. В своей итоговой работе "Всероссийское Учредительное собрание: Энциклопедия. РОССПЭН, 2014" Л. Г. Протасов приводит обе, что означает, что проблема до сих пор не решена. Здесь биография приведена по сайту Хронос[3], восходящему к ранней работе Протасова "Люди Учредительного собрания: портрет в интерьере эпохи. М., РОСПЭН, 2008". Альтернативная версия изложена на сайте общества "Мемориал". Согласно ей К. А. Белоруссов родился 19 мая 1888 года в городе Шуя Владимирской губернии в семье ремесленника[4].